# Dominique Ferrère
Pour les personnes ayant le même patronyme, voir Ferrère (homonymie).
Dominique Ferrère (1723-1809) est un sculpteur du XVIIIe siècle. Il réalise du mobilier baroque pour des églises des Hautes-Pyrénées.
Petit-fils de Jean I Ferrère, fils de Marc Ferrère et frère de Jean II Ferrère, tous établis à Asté, il s'installe à Tarbes où son fils Philippe Ferrère, avocat au barreau de Bordeaux, naît en 1767.

## Œuvres
- Chaire[2] et fonts baptismaux[3] de l'église Saint-Barthélemy d'Andrest 1779.
- Chaire de l'église Saint-Pierre de Saint-Pé-de-Bigorre[4].
- Maître-autel de l'église Saint-André à Soublecause[5].
- Maître-autel de l'église Saint-André du hameau de Héchac, commune de Soublecause[6].
- Autel de la chapelle du lycée Théophile-Gautier à Tarbes[7].
- Buffet de l'Orgue de la cathédrale Saint-Fulcran de Lodève[8].
- Retable de l'église Saint-Caprais d'Arcizac-ez-Angles.
- Retable présentant le couronnement de la Vierge Marie de l'église Saint-Hilaire à Bagiry.
- Statue de sainte Catherine de Sienne dans la chapelle des comtes d'Ossun (Hautes-Pyrénées) détruite à la révolution[9].

## Musée
- La Maison des Ferrère et du Baroque Pyrénéen, installée au centre d'Asté en face de l'église, retrace l'histoire des Ferrère et, plus généralement, celle de l'art baroque local.